# Adideacja
Adideacja – proces przekształcenia wyrazu dla osiągnięcia nowego znaczenia.

## Zastosowanie
Metoda często wykorzystywana dla osiągnięcia efektu komicznego, np. bublicystyka, teledurniej. Również interpretacja znaczeniowa, którą osiąga się kojarząc wyraz z podobnym, np. Światosław (zamiast Świętosław) jest adideacją do wyrazu świat. 
Nazwę adideacja utworzył Jan Aleksander Karłowicz, polski językoznawca.